# المعدر (آيت ياسين)
المعدر هو دُوَّار يقع بجماعة اصبويا، إقليم سيدي إفني، جهة كلميم واد نون في المملكة المغربية. ينتمي الدوّار لمشيخة آيت ياسين التي تضم 9 دواوير. يقدر عدد سكانه بـ 20 نسمة حسب الإحصاء الرسمي للسكان والسكنى لسنة 2004.

## روابط خارجية
- البوابة الوطنية للجماعات الترابية
- المندوبية السامية للتخطيط